# Gayer-Anderson Museum

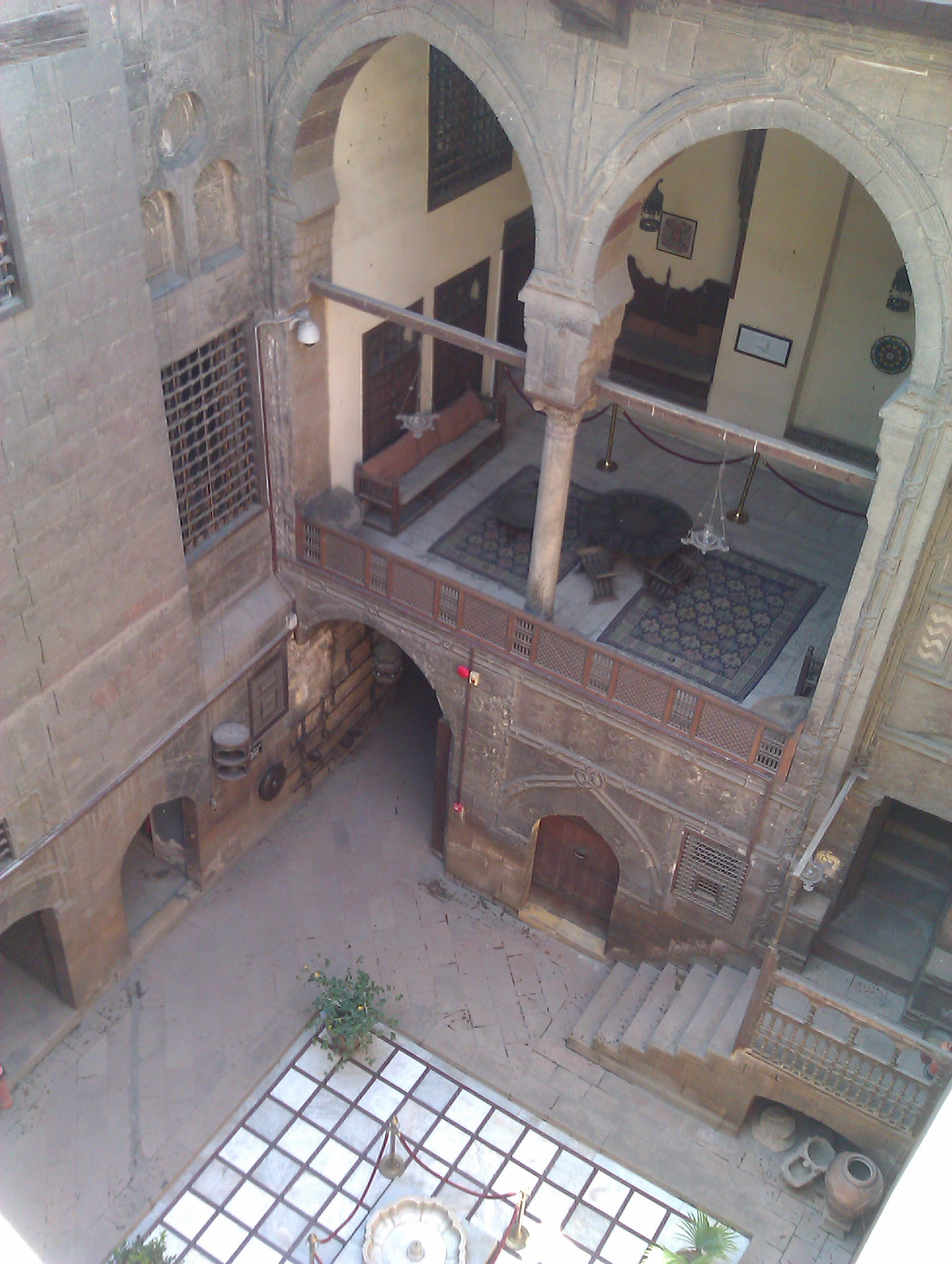
Binnenplaats van het museum

Het Gayer-Anderson Museum is een museum in de Egyptische hoofdstad Caïro. Het museum is gesitueerd tegenover de Ahmad ibn Tulun-moskee in de Sayyida Zeinab-buurt. Het museum is vernoemd naar de laatste bewoner, de Britse officier R.G. Gayer-Anderson Pasha die er (met speciale toestemming van de Egyptische overheid) woonde van 1935 tot 1942. Gayer-Anderson was een verzamelaar van islamitische kunst. Het huis is een van de best bewaarde 17e-eeuwse woningen in Caïro en heeft een grote collectie meubilair, tapijten en andere objecten.

## Geschiedenis
Het museum bestaat uit twee verbonden huizen die tegen de buitenmuur van de Ibn Tulun moskee aan gebouwd zijn. Het grotere huis, aan de oostzijde werd in 1632 door Hajj Mohammed ibn al-Hajj Salem ibn Galman al-Gazzar. Later kwam het in bezit van een rijke moslima van Kreta en werd het huis bekend onder naam 'Beit al-Kritliyya' (Het huis van de vrouw van Kreta). Het tweede huis, aan de westzijde, werd in 1540 gebouwd door Abdel Qader al-Haddad en stond later bekend als 'Beit Amna bint Salim' naar zijn laatste eigenaar. De twee huizen zijn verbonden door een brug op de derde verdieping. Samen worden de huizen 'Beit al-Kritliyya' genoemd. 
De bouw van de twee huizen tegen de buitenmuur van de moskee was een gebruikelijke constructie. Er wordt gezegd dat in de vroege 20e eeuw de moskee van de buitenkant helemaal niet zichtbaar was door alle huizen die ertegenaan stonden. In 1928 begon de Egyptische overheid met de sloop van de huizen, waarvan de meeste is slechte conditie, als onderdeel van een plan belangrijke islamitische monumenten beter toegankelijk te maken. Het Comité voor de Conservatie van Arabische Monumenten maakte echter bezwaar tegen de sloop van Beit al-Kritliyya op de grond dat het een zeer goed behouden huis was. Het gebouw bleef intact, alleen de zijmuren werden verstevigd wegens de sloop van de buurhuizen.
In 1935 kreeg majoor Gayer-Anderson, een gepensioneerde verzamelaar en zelfbenoemde oriëntalist, toestemming van de overheid om in het net gerestaureerde huis te gaan wonen. Hij overzag de installatie van de elektriciteit, loodgieterswerk en de restauratie van de fonteinen, bestrating en andere delen van het interieur van het huis. Hij meubileerde het huis met zijn eigen verzameling van kunst, meubels en tapijten. In 1942 werd Gayer-Anderson door ziekte gedwongen Egypte te verlaten en gaf hij de inhoud van het huis aan de Egyptische overheid. Koning Faroek gaf hem als dank de titel van pasja. Gayer-Anderson stierf in Engeland in 1945 en ligt begraven in Lavenham (Suffolk).
De James Bondfilm The Spy Who Loved Me werd deels in het museum geschoten, namelijk in de ceremoniële ontvangsthal en op het dakterras.

## Legenden van het Huis
Er zijn een aantal legenden verbonden met het huis. Deze zijn door Gayer-Anderson verzameld en gepubliceerd als 'Legendes van het Huis van de Vrouw van Kreta'.
Sommige van deze legenden zijn:
- Het huis is gebouwd op de overblijfselen van een eeuwenoude berg genaamd Gebel Yashkur, de 'Heuvel der Dankbetuiging'. Er wordt geloofd dat de Ark van Noach op deze heuvel bleef steken na de vloed zoals beschreven in zowel de Bijbel als de Koran. Het water zou uiteindelijk via de bron op de binnenplaats zijn weggelopen.
- Op deze plek sprak God tot Mozes
- Het huis wordt beschermd door de sjeik  Haroun al-Husseini, die begraven ligt onder een hoek van het huis. Hij zou drie mannen blind hebben gemaakt nadat zij het huis wilden beroven. Zij hingen drie dagen en nachten rond het huis voor ze gepakt werden.
- De bron in het huis zou wonderbaarlijke krachten bezitten, zo zou een verliefde bijvoorbeeld in plaats van zijn eigen reflectie zijn geliefde in het water zien.